# Intel Core Ultra 7
Intel Core Ultra 7（インテル コア ウルトラセブン）は、インテルが製造するx86_64互換のマイクロプロセッサ。Intel Core Ultraファミリー。

## 概要
2023年12月15日に発表されたUltra 5の上位モデルである。
これまでにモバイル向けの製品の製品が発売されている。
発表時時点で12コアのモデルと16コアのモデルがある。